# Phyllodonta peccataria
Phyllodonta peccataria là một loài bướm đêm trong họ Geometridae.